# Heritiera percoriacea
Heritiera percoriacea är en malvaväxtart som beskrevs av André Joseph Guillaume Henri Kostermans. Heritiera percoriacea ingår i släktet Heritiera och familjen malvaväxter. Inga underarter finns listade i Catalogue of Life.